# Tachikawa Ki-9
Die Tachikawa Ki-9 (alliierter Codename „Spruce“) war ein japanisches Schulflugzeug in Doppeldeckerauslegung. 

## Geschichte
Ursprünglich waren zwei Versionen mit unterschiedlichen Motoren vorgesehen: eine für die Anfängerschulung und eine für die Ausbildung fortgeschrittener Piloten. Der Erstflug erfolgte am 7. Januar 1935 mit einem 261 kW starken Hitachi-Ha-13a-Motor. Der dritte Prototyp wurde von einem nur 112 kW starken Nakajima-NZ-Motor angetrieben. Er wies jedoch Stabilitätsprobleme auf, infolge derer die Entwicklung einer Version für die Anfängerschulung aufgegeben wurde. Für diesen Zweck wurde stattdessen mit der Ki-17 ein anderes Flugzeug entwickelt. 1935 begann die Auslieferung der ersten Ki-9-Serienmaschinen. Bis 1945 wurden insgesamt 2615 Flugzeuge dieses Typs gebaut.

## Betreiber
- Indonesien (nach dem Krieg)
- Japan

## Technische Daten
| Kenngröße             | Daten (Ki-9 Modell A)                                      |
| --------------------- | ---------------------------------------------------------- |
| Besatzung             | 2                                                          |
| Länge                 | 7,90 m                                                     |
| Spannweite            | 10,32 m                                                    |
| Höhe                  | 3,10 m                                                     |
| Flügelfläche          | 24,50 m²                                                   |
| Leermasse             | 1120 kg                                                    |
| max. Startmasse       | 1580 kg                                                    |
| Höchstgeschwindigkeit | 240 km/h                                                   |
| Gipfelhöhe            | 5800 m                                                     |
| Flugdauer             | 3:30 h                                                     |
| Triebwerk             | ein Sternmotor Hitachi Ha-13a mit 261 kW (355 PS) Leistung |